# Carol Yager
Carol Ann Yager (Beecher (Michigan), 26 januari 1960 – Flint (Michigan), 18 juli 1994) was een Amerikaanse vrouw, die toen ze haar hoogste gewicht van 727 kilogram had bereikt, de zwaarste mens ooit was.

## Gewicht
Niet alleen haar enorme gewicht, maar ook dat ze het meeste gewicht heeft verloren in de kortst vastgestelde tijd (236 kilogram in 3 maanden) is opmerkelijk. Bij enkele andere mensen is een groter totaal gewichtsverlies vastgesteld, maar sommigen werden bijgestaan door bariatrische chirurgie of cosmetische ingrepen om overtollig weefsel te verwijderen, en allen deden dat over een langere periode. In het geval van Guinness-recordhouder Michael Hebranko 19 maanden (met chirurgische hulp), en 16 maanden voor Jon Brower Minnoch (de zwaarste man ooit gemeten). De vrouwelijke Guinness-recordhouder, Rosalie Bradford, verloor 191 kilogram in één jaar, maar onderging ten minste vijf chirurgische ingrepen om vetweefsel te verwijderen.
Toen Yager overleed in 1994 op een leeftijd van 34 jaar woog ze ongeveer 545 kg en was ze 1,70 m lang. Bizar Magazine meldde dat ze naar schatting al meer dan 1,52 m breed was, hoewel deze meting niet is geverifieerd door medische teams of familieleden. Kort voor haar dood echter was ze nog in staat naar buiten te gaan, door haar 121 cm brede, speciale voordeur. De brandweer verklaarde dat ze het raam moesten verwijderen in de voorkamer van haar huis om haar lichaam naar buiten te krijgen nadat ze stierf. Ze was na haar snelle gewichtsverlies van 236 kilogram in 3 maanden namelijk weer ongeveer 81 kilogram aangekomen. Gepubliceerde rapporten geciteerd door haar toenmalige vriend meldden dat haar grootste gewicht wordt geschat op ongeveer 727 kg, maar haar arts weigerde commentaar te geven op deze schatting. Wel is zeker dat Carol Yager meer dan 720 kg gewogen moet hebben; meteen na haar grootste gewicht viel ze 236 kilogram af en kwam vervolgens 81 kilogram aan. Haar gewicht kort na haar dood was 545 kilogram.  De meeste mensen zijn het erover eens dat Carol Yager de zwaarste mens was die ooit heeft geleefd.

## Vroegere leven
Yager verklaarde dat ze een eetprobleem had ontwikkeld als kind, veroorzaakt door seksueel misbruik door een "naast familielid". In latere interviews gaf ze echter aan dat er andere factoren bijdroegen aan haar ernstige obesitas: "skeletten in mijn kast" en "monsters", citeerde ze. Tegelijkertijd ontkende ze het eten van meer dan normale hoeveelheden voedsel.
Ze woonde het grootste deel van haar leven in Beecher (Michigan), en in Mount Morris Township, in de buurt van Flint (Michigan), en werd in haar laatste jaren verzorgd door beroepsbeoefenaren in de gezondheidszorg, vrienden, haar dochter Heather en andere familieleden, van wie velen haar dagelijks bezochten. Uiteindelijk werd ze verplaatst naar een verpleeghuis.

## Gezondheidsproblemen
In januari 1993 werd ze toegelaten tot het Hurley Medical Center, met een gewicht van 539 kilogram. Ze leed aan cellulitis en immunodeficiëntie (verzwakt immuunsysteem). Ze verbleef drie maanden in het ziekenhuis, waar ze werd beperkt tot een 1200-calorieëndieet en verloor daarmee 236 kg, hoewel het meeste hiervan waarschijnlijk extracellulair vocht is geweest. Bij morbide obesitas hebben mensen vaak last van oedeem en hun gewicht kan schommelen met verbazingwekkende snelheid als vloeistof is opgenomen of wordt afgegeven. Yager leed aan vele andere obesitasgerelateerde gezondheidsproblemen maar had ook ademhalingsproblemen, een gevaarlijk hoge bloedsuikerspiegel en stress op haar hart en andere organen.
Zoals gebruikelijk is bij veel bedlegerige patiënten, was Yager niet in staat om te staan of te lopen, doordat haar spieren niet sterk genoeg waren om haar te ondersteunen, mede door spieratrofie. Yager werd vaak opgenomen in het ziekenhuis; 13 keer in twee jaar. Brandweerchef Bennie Zappa van Beecher verklaarde dat voor elke reis 15 tot 20 brandweerlieden van twee brandweerkazernes en ambulancewerknemers nodig waren om Yager uit haar huis en vervolgens naar het ziekenhuis te brengen. Elke reis kostte de gemeente tot 450.000 dollar.

## Haar dood
Een korte tijd voor haar dood trouwde haar laatste vriendje, Larry Maxwell, die door haar familie werd afgeschilderd als "een opportunist die de media-aandacht van Carol gebruikte om geld te bemachtigen", met haar vriendin, Felicia White. Maxwell heeft echter gezegd dat het enige geld dat hij ooit door de media-aandacht ontving 20 dollar was, hoewel tal van praatprogramma's, kranten, radiostations en andere nationale en internationale media naar verluidt veel geld boden in ruil voor interviews of foto's.
Yagers overlijdensakte vermeldt dat haar doodsoorzaak nierfalen is, met als oorzaak morbide obesitas en bijfactor andere orgaanfalen. Ze werd 34 jaar oud. Ongeveer negentig vrienden en familieleden waren aanwezig bij de herdenking.